# Calosoma tepidum
Calosoma tepidum är en skalbaggsart som beskrevs av Leconte 1851. Calosoma tepidum ingår i släktet Calosoma och familjen jordlöpare. Inga underarter finns listade i Catalogue of Life.